# Jealous Girls
«Jealous Girls» —en español: «Chicas celosas»— es una canción de la banda estadounidense de indie rock Gossip. Fue lanzado el 20 de agosto de 2007, como tercer sencillo extraído del tercer álbum de estudio de la banda, Standing in the Way of Control.

## Video musical
El video fue dirigido por Ollie Evans. La portada del sencillo fue diseñada por David Lane. Fueron lanzadas diversas portadas para distintos formatos que reflejan algunas imágenes del video de la canción.

## Lista de canciones
Reino Unido – Sencillo en CD
1. «Jealous Girls» (Versión del álbum) – 3:06
2. «Jealous Girls» (Versión en vivo) – 3:12
3. «Coal To Diamonds» – 4:02
4. «Jealous Girls» (Video)

 Reino Unido – Maxisencillo
1. «Jealous Girls» (Radio Edit) – 3:08
2. «Jealous Girls» (Dolby-Anol Remix) – 5:07
3. «Jealous Girls» (New Young Pony Club Remix) – 4:42
4. «Jealous Girls» (Alavi ReroX) – 5:01
5. «Jealous Girls» (Tommie Sunshine's Brooklyn Fire & Brimstone Dub) – 8:20

## Posicionamiento en listas
| Lista (2007)                   | Mejor posición |
| ------------------------------ | -------------- |
| Reino Unido (UK Singles Chart) | 89             |